# Eragon (película)
Eragon es una película de aventuras y fantasía de 2006, basada en la novela homónima de Christopher Paolini. El reparto se compone de Edward Speleers, Sienna Guillory, Jeremy Irons, Robert Carlyle, John Malkovich, Garrett Hedlund, Djimon Hounsou, Alun Armstrong, Joss Stone y Rachel Weisz.
La película fue dirigida por Stefen Fangmeier, quien había trabajado previamente como director de efectos especiales en Lemony Snicket's A Series of Unfortunate Events y Master and Commander: The Far Side of the World. El guion cinematográfico lo escribió Peter Buchman, conocido por ser el guionista de Parque Jurásico III. La película comenzó a rodarse en los Estudios Mafilm Fót en Hungría el 1 de agosto de 2005. Los efectos especiales y la animación estuvieron a cargo de Watafac Digital y de Industrial Light & Magic.
Eragon se estrenó el 14 de diciembre de 2006 en Australia, Nueva Zelanda, Alemania, Puerto Rico, Rusia, Hong Kong y Malasia. Más tarde, el 15 de diciembre de 2006, tuvo lugar el estreno en Estados Unidos, Canadá, España, Reino Unido, México, Portugal y Taiwán por parte de la 20th Century Fox. Fue la décima película peor reseñada de 2006 en Rotten Tomatoes, y la 31.ª de mayor recaudación en Estados Unidos. El 20 de marzo de 2007 se lanzó una versión para DVD y otra para Blu-ray.

## Argumento
Eragon es un campesino de 17 años que vive en una aldea llamada Carvahall del país ficticio y mágico de Alagaësia, donde las leyendas cuentan que habitaban dragones y otras criaturas. Al estar cazando, Eragon encuentra una gran piedra azul, de la que nace una dragona azul, Saphira. Eragon decide quedarse con ella en secreto, pero un par de criaturas mágicas, los Ra'zac, son enviadas por Galbatorix, el rey de Alagaësia, para encontrar a Eragon y al dragón. Así, Eragon se ve obligado a huir de su casa con Saphira. Cuando regresa, se entera de que su tío Garrow ha sido asesinado por los Ra'zac, por lo que inicia un viaje para vengarlo. Acompañado por un sabio cuentacuentos llamado Brom, Eragon y Saphira toman el mando de los legendarios Jinetes de Dragón. Eragon aprende magia, a pelear con espadas y a montar dragones para cumplir la leyenda de los jinetes de Dragón y su destino, así como para ayudar a los vardenos a derrocar al Imperio y a su rey tirano, Galbatorix. Detrás de todo esto, se encuentra Durza, un Sombra, que es un hechicero poseído por espíritus malvados.

## Reparto
- Edward Speleers como Eragon.
- Sienna Guillory como Arya.
- Jeremy Irons como Brom.
- Robert Carlyle como Durza.
- John Malkovich como Galbatorix.
- Garrett Hedlund como Murtagh.
- Alun Armstrong como Garrow.
- Chris Egan como Roran.
- Djimon Hounsou como Ajihad.
- Rachel Weisz como Saphira (voz).
- Joss Stone como Ángela.
- Steven Spiers como Sloan.
- Gary Lewis como Hrothgar.
- Caroline Chikezie como Nasuada.

## Recepción
Eragon ha recibido críticas mayormente negativas por parte de la crítica y mixtas de la audiencia. En el portal de internet Rotten Tomatoes, la película tuvo una aprobación del 16 %, basada en 130 reseñas, con una puntuación de 4.1/10 por parte de la crítica, mientras que de parte de la audiencia tiene una aprobación del 46 %.
La página Metacritic le ha dado a la película una puntuación de 38/100, basada en 29 críticas, indicando "reseñas generalmente desfavorables". Las audiencias de CinemaScore le han dado una puntuación de "B" en una escala de A+ a F, mientras que en el sitio IMDb los usuarios le han dado una puntuación de 5.1/10, a partir de más de 127 000 votos.

## Sucesión
Secuela cancelada
Eragon no fue un fracaso en taquilla, lo que abrió las posibilidades de hacer una secuela. Sin embargo, debido a la gran cantidad de reseñas negativas tanto de los críticos como de los seguidores de la serie de libros, los productores decidieron cancelar el proyecto.
Serie derivada
En julio de 2022, se anunció el desarrollo de una serie de Eragon para la plataforma Disney+, con el autor de Eragon, Christopher Paolini, como showrunner.